# Гуарко, Изнардо
Изнардо Гуарко (итал. Isnardo Guarco; Генуя, 1380 — Генуя, 1458) — итальянский политик и лидер наёмников, бывший дожем Генуэзской республики в течение недели.

## Биография

### Ранние годы
Согласно историческим источникам, Изнардо родился в Генуе в период около 1380 года в семье дожа Николо Гуарко и его жены Лино Онца. Он получил юридическое образование, следуя стопам отца и традиции своей семьи, и стал главой семьи после смерти своего старшего брата Антонио Гуарко, дожа в 1394 году, убитого в Павии в 1405 году по приказу французского губернатора Жана II ле Менгра.
Несмотря на неприязнь к французам, он вступил в альянс с Теодоро II Палеологомт (маркизом Монферратским и будущим губернатором Генуи), который предоставил ему в управление замок Касаледжо-Бойро, в районе Алессандрии, ранее принадлежавший семье Спинола. После вступления в Геную в 1409 году маркиз Монферрат назначил Изнардо командующим войсками Ривьеры. В 1411 году Изнардо был избран в Совет старейшин, а в следующем году отправился на Кипр, в Фамагусту, на должность командующего войсками, где активно продвигал коммерческие интересы своей семьи.
По возвращении в Геную в 1413 году, совпавшим с падением маркиза Монферрат, последующем созданием недолгого Правительства восьми ректоров и назначением нового дожа Джоржо Адорно, Гуарко предпочел покинуть столицу и отбыть в Касаледжо из-за вековых конфликтов с родом Адорно. Здесь он собрал отряд наемников и отправился в Геную в попытке свергнуть Адорно, но путч провалился, и Гуарко даже попал в тюрьму. По решению дожа он был сослан Тоскану на несколько месяцев, после чего вернулся в город и был вновь избран в Совет старейшин. С началом войны между гвельфами и гибеллинами Гуарко вступил в союз с семьей Спинола и вновь выступил против дожа Адорно. В марте 1415 года Адорно был смещен, а Гуарко был одним из инициаторов избрания Барнаба ди Гоано его преемником. Однако род Кампофрегозо добился смещения Гоано, и Гуарко вновь оказался в оппозиции. С избранием на пост дожа Томмазо ди Кампофрегозо Гуарко покинулв Геную и отбыл в долину, в окрестности Скривии.

### При дворе Висконти
В борьбе с Кампофрегозо Гуарко присоединился к альянсу из маркиза Монферрата, миланского синьора Филиппо Мария Висконти, маркиза Финале Карло дель Карретто и лидеров знатных семей Терамо Адорно и Баттисты Монтальдо. В 1417 году альянс спровоцировал беспорядки в долине Польчевера в попытке свергнуть дожа Кампофрегозо. Однако занятые территории Корнильяно и Сампьердарена были отбиты солдатами дожа. Наконец, в 1421 году, при поддержке каталонских наемников, блокировавших генуэзские порты, альянсу удалось добиться отречения Кампофрегозо, и Генуя покорилась власти Висконти.
Новое правление Висконти в Генуе дало Гуарко политические и экономические преимущества. Изнардо стал один из двадцати шести послов, отправленных в Милан, чтобы принять присягу перед герцогом Филиппо Мария Висконти. В 1422 году он был награждён постом мэра города Пьяченца. За свои услуги и помощь, оказанные Висконти, он получил крупную сумму денег - не менее 4500 генуэзских лир, а также еще один пост - мэра стратегически значимого села Овада (1425). Назначение, хотя и временное, вызвало некоторое недовольство среди генуэзской знати, так как Гуарко управлял селом, как феодал, не считаясь с населением. Несмотря на жалобы местных жителей, Висконти, напротив, поощрил Гуарко еще одной должностью - наместника Порто-Маурицио.
В 1429 году Гуарко был отозван из Порто-Маурицио, чтобы организовать оборону против генуэзских изгнанников во главе с Барнаба Адорно. Отряд Гуарко войска противник вместе с миланскими солдатами под командованием Николо Пиччинино и разбили отряды Адорно. За это Гуарко был награждён должностью подеста Милана (1430). Новый пост позволил Гуарко лично присутствовать при дворе Висконти, где он стал налаживать связи с генуэзской знатью, которая теперь рассматривала его в качестве союзника благодаря его прекрасным и доверительным отношениям с герцогом Висконти.
Такая репутация серьезно помогла Гуарко в конце 1435 года, когда восстание генуэзцев привело к новой независимости Республики Генуя. 28 марта 1436 года временное Правительство восьми Капитанов Свободы выдвинуло Гуарко на пост дожа. 

### Короткое правление и последние годы
Несмотря на хорошую репутацию, враждебность по отношению к Гуарко со стороны семей Фрегозо и особенно Адорно не позволила ему создать стабильное и прочное правительство. Недоброжелатели называли его марионеткой в руках Висконти, который никогда не скрывал желания вернуть себе Геную. Благодаря этому, уже через семь дней после официального вступления Гуарко в должность Томмазо ди Кампофрегозо без сопротивления вступил в город во главе небольшой вооруженной экспедиции. 3 апреля 1436 года Томмазо был назначен новым дожем.
Гуарко без происшествий покинул Дворец дожей и вернулся в Милан, где вновь стал подеста. После истечения срока полномочий он принимал участие в нескольких экспедициях против Кампофрегозо в союзе с Адорно. Наконец, в 1443 году дожем Генуи стал Раффаэле Адорно, и Гуарко был назначен губернатором Савоны и капитаном Ривьера-ди-Поненте. Союз с дожем Адорно, однако, продолжался всего год, и в 1444 году Адорно сместил его с должности за самоуправство и стремление к обособлению. Гуарко вновь покинул Лигурию и какое-то время жил в Новаре и Алессандрии. Вместе сыном Николо Гуарко разграбил долину Скривии и даже занял город Борго-Форнари, но в итоге был вынужден бежать от контратаки солдат дожа.
Гуарко предположительно умер в Генуе около 1458 года и был похоронен в церкви Кастеллетто ди Сан-Франческо. Имя жены Гуарко неизвестно, а из детей известен лишь сын Николо.